# Hanna Grobler

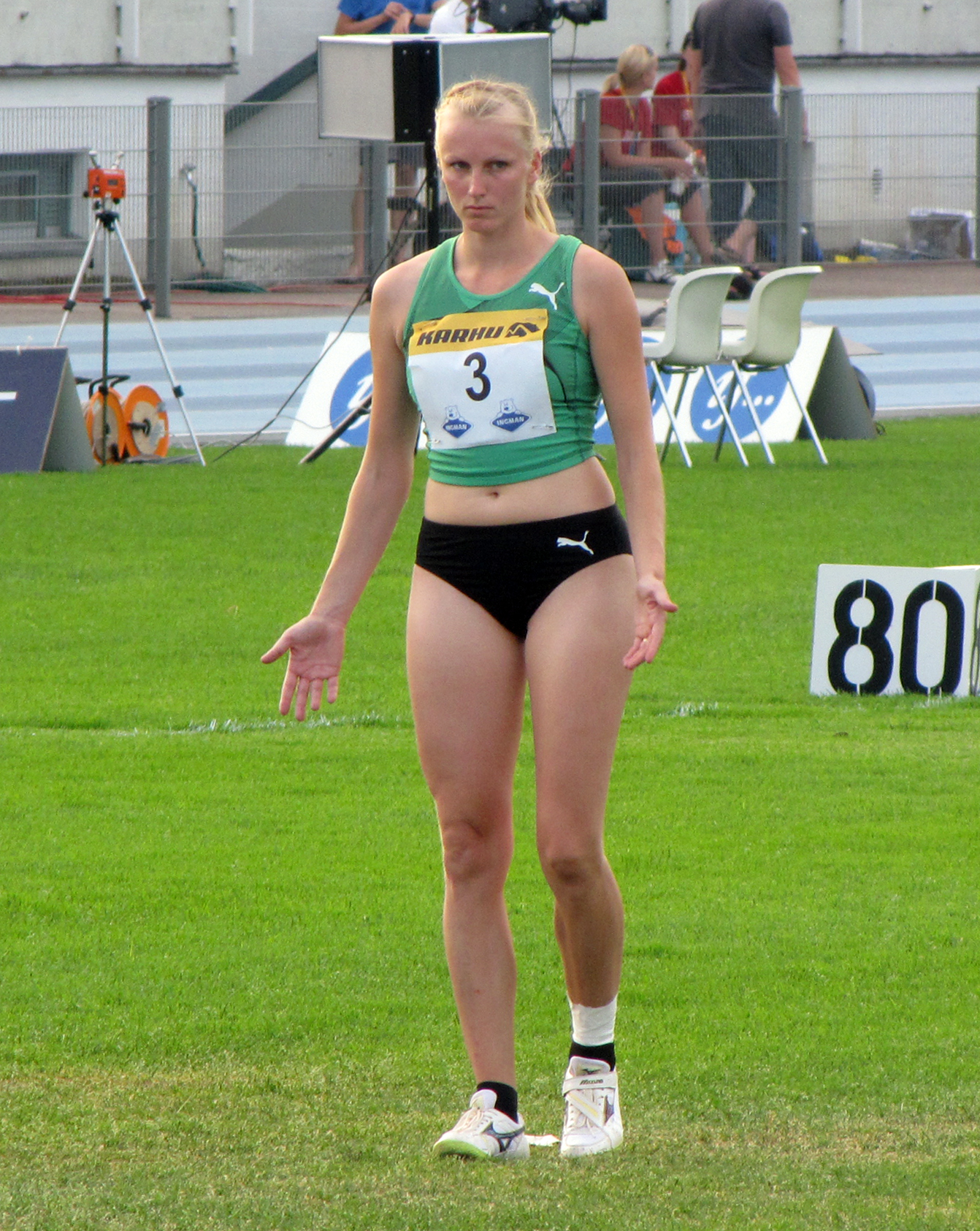
Hanna Grobler

Hanna Emilia Grobler (Ruovesi, 15 de janeiro de 1981) é uma atleta de salto em comprimento finlandesa. Foi campeã nacional em 2008 e 2009.